# Монетный двор США

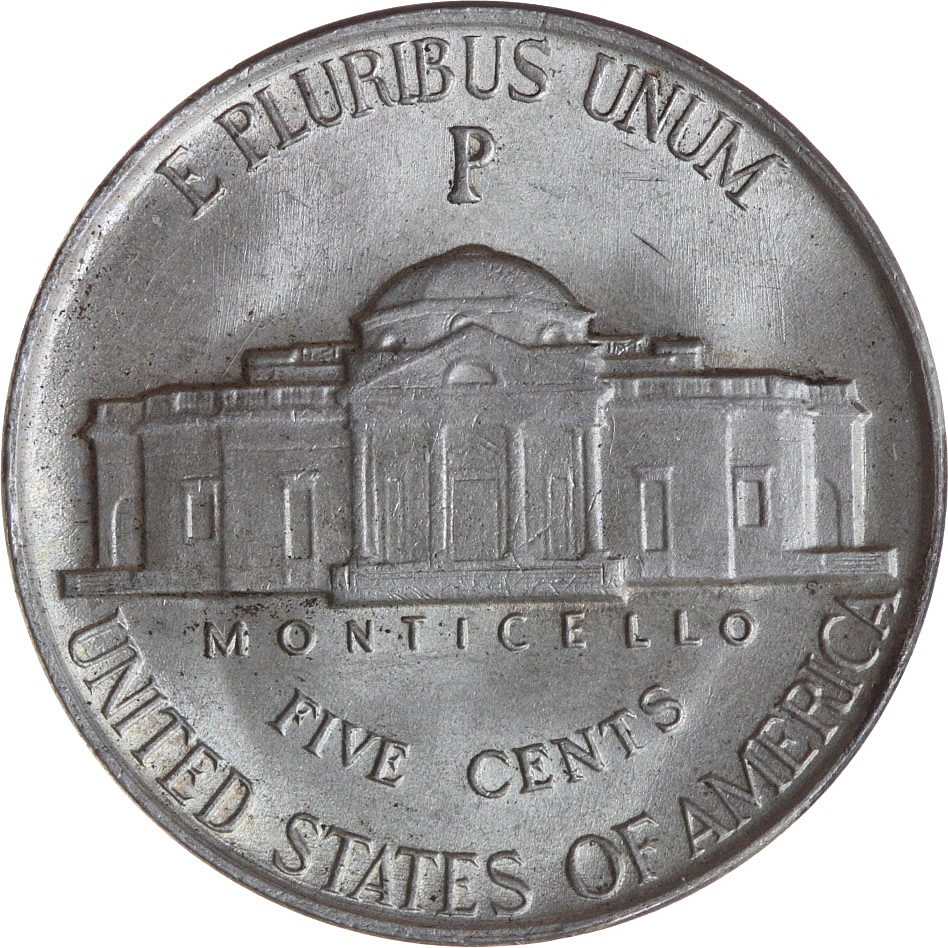
Реверс 5 центовой монеты со знаком монетного двора над зданием Монтичелло

Монетный двор США (англ. United States Mint), до 1984 года — Бюро монетного двора — агентство Министерства финансов Соединённых Штатов Америки, основной задачей которого является выпуск циркуляционных, коллекционных и инвестиционных монет страны, хранение золотых и серебряных слитков и контроль их движения. Также выпускаются ордена, медали, значки и т. д.
Монетный двор США был создан в Филадельфии в 1792 году, и вскоре к нему присоединились другие центры чеканки.

## Отделения монетного двора США
На шести предприятиях Монетного двора США работают более 1600 сотрудников.
- Филадельфия — здесь расположен первый и крупнейший монетный двор США. Первый монетный двор здесь был построен в 1792 году, когда Филадельфия была ещё столицей США, и начал свою работу в 1793 году. С 1980 года литера P является буквенным обозначением монетного двора. Также здесь расположены отделы гравировки и дизайна Монетного двора.
- Монетный двор в Сан-Франциско был открыт в 1854 году в разгар золотой лихорадки в Калифорнии. В качестве монетного знака используется литера S. В настоящее время отделение Монетного двора США в Сан-Франциско не чеканит монеты США регулярного выпуска. Здесь чеканятся коллекционные монеты из драгоценных металлов, а также неколлекционные наборы улучшенного качества.
- Филиал в Денвере начал свою деятельность в 1863 году как центр анализа, испытаний и маркировки драгоценных металлов, через 5 лет после открытия месторождения золота в этом районе. Первые золотые и серебряные монеты здесь были отчеканены в 1906 году. В качестве монетного знака используется литера D.
- Расположенный рядом с Военной академией США в Нью-Йорке, Монетный двор в Уэст-Пойнте хранит слитки серебра, золота и платины. Также здесь чеканятся коллекционные и инвестиционные монеты из золота, серебра и платины. В качестве монетного знака используется литера W.
- Золотохранилище в Форт-Ноксе не является производственным объектом, оно хранит запасы драгоценных металлов Соединенных Штатов. Здесь хранится 60 % золотого запаса страны[2].
- Штаб-квартира находится в Вашингтоне (округ Колумбия).

Прежние филиалы:
- В 1835 году открылся первый филиал Монетного двора в США. Он расположился в Шарлотте и чеканил золотые монеты. После гражданской войны деятельность не возобновил.

## Директора
- Дэвид Риттенхаус (1792—1795)
- Генри Уильям де Соссюр (1795)
- Элиас Будино (1795—1805)
- Роберт Паттерсон (1805—1824)
- Сэмюэль Мур (1824—1835)
- Роберт Маскелл Паттерсон (1835—1851)
- Джордж Николас Экерт (1851—1853)
- Томас Маккин Петтит (1853)
- Джеймс Росс Сноуден (1853—1861)
- Джеймс Поллок (1861—1866)
- Уильям Миллуорд (1866—1867)
- Генри Линдерман (1867—1869)
- Джеймс Поллок (1869—1873)
- Генри Линдерман (1873—1878)
- Хорейшо Чапин Бурхард (1879—1885)
- Джеймс Патнэм Кимбол (1885—1889)
- Эдвард Оуэн Лич (1889—1893)
- Роберт Престон[англ.] (1893—1898)
- Джордж Эван Робертс (1898—1907)
- Фрэнк Элимон Лич (1907—1909)
- Абрам Эндрю (1909—1910)
- Джордж Эван Робертс (1910—1914)
- Роберт Уиклифф Вулли (1915—1916)
- Фридрих Йоханнес Хуго фон Энгелькен (1916—1917)
- Рэймонд Томас Бэйкер (1917—1922)
- Фрэнк Эдгар Скуби (1922—1923)
- Роберт Грант (1923—1933)
- Нелли Тейло Росс (1933—1953)
- Уильям Ховард Бретт (1954—1961)
- Ева Адамс (1961—1969)
- Мэри Брукс (1969—1977)
- Стелла Хэкел Симс (1977—1981)
- Донна Поуп (1981—1991)
- Дэвид Райдер[англ.] (1992—1993)
- Филип Ноэль Диль (1994—2000)
- Джей Джонсон[англ.] (2000—2001)
- Генриетта Фор (2001—2005)
- Эдмунд Мой[англ.] (2006—2011)
- Дэвид Райдер[англ.] (2017)
- Вентрис Гибсон[англ.] (2022)